# Luis Congo
Luis Congo (n. Mira, Ecuador; 27 de febrero de 1989) es un futbolista ecuatoriano. Juega de delantero y su equipo actual es Club Baños Ciudad de Fuego de la Segunda Categoría de Ecuador.

## Selección nacional

### Categorías inferiores

#### Participaciones en Sudamericanos
| Campeonato                            | Sede   | Resultado    | Partidos | Goles |
| ------------------------------------- | ------ | ------------ | -------- | ----- |
| Juegos Panamericanos Guadalajara 2011 | México | Primera fase | 3        | 1     |

## Clubes
| Club                       | País    | Año       |
| -------------------------- | ------- | --------- |
| Imbabura S. C.             | Ecuador | 2007-2012 |
| Deportivo Quito            | Ecuador | 2012-2013 |
| Liga de Quito              | Ecuador | 2014-2016 |
| Deportivo Cuenca           | Ecuador | 2016      |
| Clan Juvenil               | Ecuador | 2017      |
| Delfín S. C.               | Ecuador | 2018      |
| América de Quito           | Ecuador | 2019      |
| El Nacional                | Ecuador | 2020      |
| Técnico Universitario      | Ecuador | 2021      |
| Guayaquil Sport            | Ecuador | 2021      |
| La Unión                   | Ecuador | 2022      |
| Club Baños Ciudad de Fuego |         | 2023-act  |